# Drepanosticta flavomaculata
Drepanosticta flavomaculata – gatunek ważki z rodziny Platystictidae.